# Арно Валуа
Арно́ Валуа́ (фр. Arnaud Valois; нар. 29 лютого 1984, Ліон, Франція) — французький актор, що здобув популярність завдяки ролям Адріана у фільмі «Як каже Шарлі» (2006) та Натана у фільмі «120 ударів на хвилину» (2017).

## Біографія
Арно Валуа народився 29 лютого 1984 року в Ліоні, Франція. У юнацтві захопився театром, грав у невеликій трупі, яка ставила спектаклі в театрі в передмісті Ліона. Отримав ступінь бакалавра права, а потім вивчав акторську майстерність в легендарній паризькій театральній школі «Курси Флоран».
Свою акторську кар'єру Арно почав у 2004 році з ролі в короткометражному фільмі Крістофа і Стефана Ботті «З усіма згоден». У 2006 році зіграв роль Адріана у фільмі Ніколь Гарсія «Як каже Шарлі», у якому також знялися актори Жан-П'єр Бакрі, Венсан Лендон, Бенуа Пульворд та інші. Фільм був номінований на «Золоту пальмову гілку» на Каннському міжнародному кінофестивалі, де отримав безліч захоплених відгуків.
Пізніше Валуа знявся у стрічках «Донька лінії метро» (2009) режисера Андре Тешіне, «Очі його матері» та «Очі знаходять очі» (обидва 2011), після чого вирішив узяти перерву в своїй кар'єрі.
У 2017 році, після декількох років перерви, актор знову повернувся до своєї кар'єри й зіграв головну роль у фільмі Робена Кампійо «120 ударів на хвилину», який отримав «Квір-пальмову гілка за висвітлення ЛГБТ-теми в кіно», «Гран-прі журі» та «Приз Франсуа Шале» на 70-му Каннському кінофестивалі. За роль у фільму Арно Валуа був номінований на здобуття Премії «Люм'єр» 2018 року, як «Багатонадійний актор», та в листопаді 2017 року став одним з претендентів на номінацію в категорії «Найперспективніший актор» французької національної кінопремії «Сезар»-2018.

## Особисте життя
Арно Валуа відкритий гей.

## Фільмографія
| Рік  |    | Українська назва              | Оригінальна назва         | Роль          |
| ---- | -- | ----------------------------- | ------------------------- | ------------- |
| 2004 | кф | З усіма згоден                | Plutôt d'accord           | німий молодик |
| 2006 | ф  | Як каже Шарлі                 | Selon Charlie             | Адріен        |
| 2007 | кф | Застосування штрафних санкцій | L'application des peines  | Юго           |
| 2008 | ф  | Клієнтка французького жиголо  | Cliente                   | Сільван       |
| 2009 | ф  | Донька лінії метро            | La fille du RER           | Габі          |
| 2011 | ф  | Очі його матері               | Les yeux de sa mère       |               |
| 2011 | ф  | Очі знаходять очі             | Eyes Find Eyes            | Тома          |
| 2017 | ф  | 120 ударів на хвилину         | 120 battements par minute | Натан         |
| 2019 | ф  | Таємниці Райських схилів      | Paradise Hills            | Син           |

## Визнання
| Нагороди та номінації Арно Валуа | Нагороди та номінації Арно Валуа | Нагороди та номінації Арно Валуа | Нагороди та номінації Арно Валуа |
| Рік                              | Категорія                        | Фільм                            | Результат                        |
| -------------------------------- | -------------------------------- | -------------------------------- | -------------------------------- |
| Премія «Люм'єр»                  |                                  |                                  |                                  |
| 2017                             | Багатонадійний актор             | 120 ударів на хвилину            | Перемога                         |
| Премія «Сезар»                   |                                  |                                  |                                  |
| 2018                             | Найперспективніший актор         | 120 ударів на хвилину            | Номінація                        |